# Le Pavé de Roubaix
Le Pavé de Roubaix of Parijs-Roubaix voor junioren is een eendaagse wielerwedstrijd voor junioren (17-18 jaar) die sinds 2003 elk voorjaar wordt verreden in het noorden van Frankrijk.
In 2003 werd de wedstrijd opgericht door de Vélo-Club de Roubaix-Lille Métropole en maakte deel uit van de Franse nationale wielerkalender in de categorie 1.14. In 2005 werd de wedstrijd geïntegreerd in de internationale wielerkalender in de categorie 1.8. Door een akkoord met de Amaury Sport Organisation (ASO) mag ook de naam Parijs-Roubaix voor deze wedstrijd gebruikt worden. Sinds 2008 maakt de wedstrijd deel uit van de UCI Juniors Nations' Cup.

## Lijst van winnaars

### Overwinningen per land
| Overwinningen | Land                                                   |
| ------------- | ------------------------------------------------------ |
| 5             | Nederland                                              |
| 4             | Verenigd Koninkrijk                                    |
| 3             | Denemarken, Frankrijk                                  |
| 2             | België                                                 |
| 1             | Frankrijk, Luxemburg, Noorwegen, Slovenië, Zwitserland |

2003 · 2004 · 2005 · 2006 · 2007 · 2008 · 2009 · 2010 · 2011 · 2012 · 2013 · 2014 · 2015 · 2016 · 2017 · 2018 · 2019 · 2020 · 2021 · 2022 · 2023 · 2024 · 2025